# Fédération française de triathlon
La Fédération française de triathlon (FFTri) et des disciplines enchaînées est une association loi de 1901, fondée en 1989, chargée de l'organisation , de la direction et du développement du triathlon, de ses pratiques dérivés et de diverses pratiques enchaînées de sports de pleine nature, en France. D'orienter et de contrôler l'activité de toutes les associations ou unions d'associations s'intéressant aux pratiques dont elle à la gestion par délégation ministérielle. Tels le cross triathlon, le duathlon, l'aquathlon et le Run and bike les raids nature. Elle organise les championnats de France de ces diverses spécialités sur plusieurs distances ainsi que le championnat et la coupe de France des clubs qui lui sont affiliés. La FFTri est affiliée au Comité national olympique et sportif français (CNOSF), au Comité paralympique et sportif français (CPSF) à la Fédération européenne de triathlon (ETU) et à la Fédération internationale de triathlon (ITU).
En 2023, elle est structurée en 17 ligues régionales qui servent de relais pour la gestion des clubs et des organisations de compétitions ainsi que pour la mise en œuvre des règlements et projets de la fédération qui gère le triathlon en France.

## Histoire
La Fédération française de triathlon est née de la transformation de son ancêtre, le « Comité National pour de Développement du triathlon » (Conadet), imaginé en 1984 et créé en 1985.

### 1984 - 1988: prémices d'organisation: le CONADET et le CCTF
Après l'organisation des premières épreuves amateurs à partir de 1983 dans le sud-est de la France, l'engouement pour ce sport commence à grandir. Le premier club de triathlon voit le jour à Grenoble, « Les mille pattes ». Il est suivi par la création de 58 autres clubs en 1984. Cette même année voit les prémices d'un circuit de « Coupe de France » qui prend pour support les 17 triathlons existant en France à cette époque. Cependant les difficultés d'organisation des compétitions et les différences entre elles laissent ressortir qu'un minimum d'organisation est utile pour permettre la continuité de ce sport.
Les acteurs les plus actifs de ce mouvement naissant s'accordent pour rendre le calendrier des compétitions, ainsi que les règles de classement et de sécurité communes et cohérentes sur toutes les organisations. L'idée de mettre en place un organisme de gestion en œuvre au niveau de ce sport voit le jour. Deux options s'opposent alors : celle d'une fédération et celle d'une association loi de 1901 de gestion et de développement. C'est cette dernière option qui est retenue : la décision est prise en 1984 de créer le « Comité National de Développement du Triathlon » (CONADET). Son objet garde toutefois l'objectif à terme de préparer et créer une Fédération française de triathlon. L'association CONADET est officiellement créée le 2 janvier 1985.
En juillet et août 1984, le Secrétariat d'État chargé de la jeunesse et des sports (SEJS), faisant suite à de nombreuses sollicitations d'organisateur ou de sportifs, contacte les fédérations concernées par les sports utilisés pendant un triathlon. Il donne par la suite son autorisation au CNOSF afin qu'il établisse une commission avec l’aide des trois fédérations sportives concernées (celles de la natation, du cyclisme et de l’athlétisme). Il ressort des premiers travaux des représentants de ces fédérations une volonté que les organisations de triathlon n’échappent pas à leur contrôle. Une commission interne au CNOSF est alors créée, dont Henri Courtine est le président nommé, et composée de divers représentants concernés par la nouvelle pratique sportive. Ce projet de « Commission de Coordination du Triathlon en France » (CCTF) est présenté pour approbation au CNOSF, avant demande de validation au SEJS. L'officialisation du CCTF est effective le 12 février 1985, deux structures gèrent alors la nouvelle pratique : le CONADET et le CCTF.
Au début de 1986, le CONADET dépose une demande d'agrément auprès du SEJS, les trois fédérations sportives du CCTF donnent leur accord. Le CONADET se voit dès lors attribuer l’agrément « Sport » du CNOSF.

### 1989: naissance de la FFTri
Entre 1984 et 1989, le CONADET continue dans l'objectif défini dans son objet associatif : se transformer en fédération française sportive. Pour permettre d'atteindre cet objectif, un plan de régionalisation est mis en place entre 1984 et 1987, et les « COREDET » (Comité régionaux de développement du triathlon) sont créés. Suivent pour permettre l’avènement de cette fédération, la création et la mise en place de licence sportive et l'ouverture d'un secrétariat national, la création d'un championnat de France par points, une ébauche de formation sportive, un système arbitral, ainsi qu'une réglementation générale et médicale.
En 1987, le siège social est transféré à Paris et la direction administrative se dote de personnels en 1988. L'orientation internationale du CONADET avec la participation aux instances européennes qu'il a contribué à créer en 1985, le rôle important joué dans la création de la Fédération internationale de triathlon et l'organisation du premier championnat du monde de catégorie A laissent apparaitre le CCTF comme une commission n'ayant d'autres fonctions que de veiller à la compatibilité des modifications statutaires du CONADET, afin d’être en conformité avec ceux des fédérations françaises sportives. Le CCTF est dissout en octobre 1989.
C'est le 21 octobre 1989 que s'ouvre l'assemblée générale extraordinaire du CONADET avec l'ensemble de ses membres, deux représentants du ministère des sports, deux du CNOSF et un de chacune des fédérations associées. La transformation en « Fédération française de triathlon » (FFTri) est officialisée et vingt-trois membres sont élus, auxquels il faut ajouter les quatre sièges des fédérations et celui du CNOSF pour obtenir le premier comité directeur de la FFTri, qui compte donc au total vingt-huit membres.

## Intégration d'autres sports enchainés
Depuis sa création, la fédération nationale intègre de nouvelle discipline enchainée, certaines sont dérivées du triathlon, d'autres sont des disciplines enchainées sans histoire commune avec le triathlon. En 2006 lors de son assemblée générale, la fédération rajoute à son intitulé d'origine la mention « et des disciplines enchainées », au regard de certaines activités de sport de pleine nature dont elle a également la gestion par décret ministériel.
Première discipline dérivé du triathlon, la fédération intègre dans sa gestion, le duathlon le 1er mars 1994 et propose dans les années qui suivent des compétitions et des championnats nationaux dédiés à cette pratique.
En 2009, le Ministère des sports accorde la délégation de l'aquathlon, pratique dérivée, à la fédération mais aussi de manière plus inattendue, celle du run and bike qui n'est pas dérivé du triathlon, des championnats de France sont dès lors organisés pour ces pratiques, .
En 2015, sous l’égide du Ministère, une conférence de travail sur un accord d'intégration de la « Fédération des raids multisports de nature » crée en 2009 (FRMN) est mis en œuvre. À l'issue de ces rencontres un accord d'intégration pour l’année 2016 sert de test, au terme duquel la période s’avérant concluante en termes d'évolution, il est renouvelé pour une période de quatre années à compter de janvier 2017. L’arrêté portant intégration des raids natures qui intègre également le Swimrun dans la fédération est promulgué le 31 décembre 2016.
Toujours en 2015, le ministère octroie également la gestion du triathlon et du duathlon pour les personnes en situation de handicap, le paratriathlon et le paraduathlon. 
En 2019, la fédération intègre la pratique de l'aquabike pratique faisant partie des activités dérivés du triathlon et gérées par la fédération internationale sous le nom différencié de « Swim Bike ».

## Structuration nationale et présidence

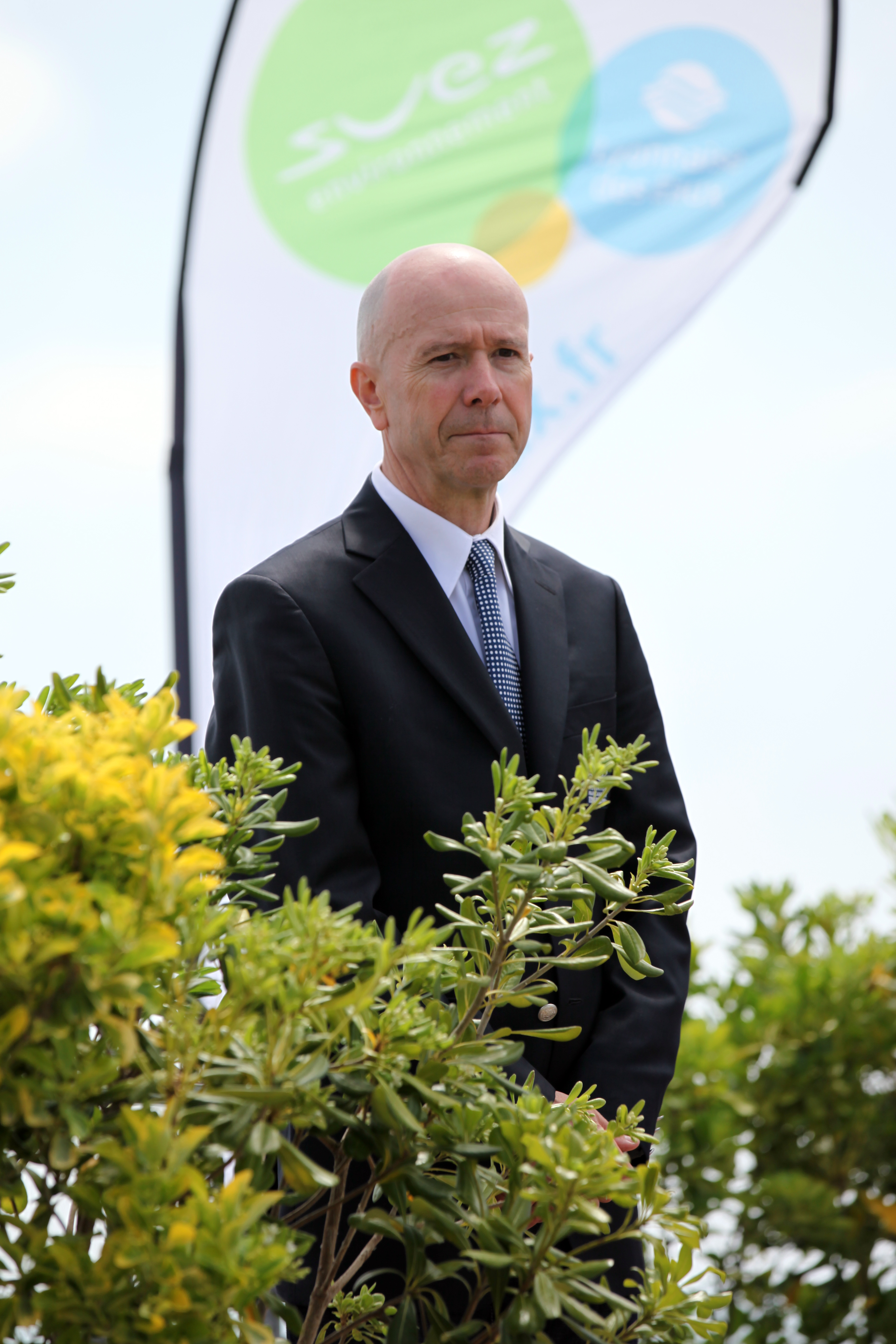
Philippe Lescure, président de 2001 à 2020.

La Fédération française de triathlon (FFTri) est une association régie par la loi de 1901, elle est affiliée au Comité national olympique et sportif français (CNOSF), au Comité paralympique et sportif français, à Europe Triathlon et à la Fédération internationale de triathlon (World Triathlon). Elle est structurée selon un organigramme qui fait état de plusieurs directions administratives et techniques qui s'articulent sur une structuration de base définie autour :
- D'un siège fédéral composé d'un bureau exécutif de 10 élus et d'un comité d'administration de 32 élus.
- De 17 ligues régionales qui gèrent les clubs, leurs adhérents et les organisations relevant de leur territoire.
- De clubs répartis dans les ligues régionales.
- De licenciés répartis dans les clubs ou à titre individuel.

Les ligues régionales de triathlon (LRTri) représentent régionalement la FFTri. Délégataire d'une partie des pouvoirs de la fédération, elles mettent en œuvres les projets, réglementations et programmes fédéraux. Leurs étendues géographiques se basent sur le découpage administratif des régions françaises. La fédération reconnait aussi des Comités départementaux (CDTri) qui suppléent par l'implication de bénévoles les actions que peuvent leur confier les ligues dont ils dépendent.
Philippe Lescure a été président de la Fédération Française de Triathlon de mars 2001 à fin 2020 (quatre mandats),. Cédric Gosse lui succède début 2021.

## Développement
La discipline connait depuis les années 2000 et l'apparition du triathlon aux Jeux Olympiques de Sydney en 2000 une progression constante du nombre de licenciés, de pratiquants et de clubs.

### Évolution des pratiquants
Ce tableau présente l'évolution du triathlon en France,,
| Année                         | 1985  | 1990   | 2003   | 2004   | 2005   | 2006   | 2007   | 2008   | 2009   | 2010   | 2011   | 2012   | 2013    | 2014    |
| Épreuves                      | 80    | 471    | 999    | 1 036  | 1 005  | 1 048  | 1 169  | 1 300  | 1 392  | 1 590  | 1 669  | 1 712  | 1 744   | 1 844   |
| Pratiquants                   |       |        | 44 000 | 45 000 | 46 000 | 49 000 | 52 000 | 55 000 | 60 000 | 67 000 | 80 000 | 87 000 | 100 000 | 100 000 |
|                               |       |        |        |        |        |        |        |        |        |        |        |        |         |         |
| Clubs                         | 66    | 407    | 508    | 522    | 530    | 554    | 575    | 602    | 614    | 647    | 672    | 688    | 725     | 758     |
| Licenciés                     | 3 937 | 10 185 | 19 398 | 20 000 | 22 500 | 24 500 | 25 000 | 27 500 | 30 000 | 32 014 | 34 891 | 37 567 | 42 670  | 46 720  |
| Dont licenciées               |       |        |        | 3 943  | 4 261  | 4 796  | 5 221  | 5 896  | 6 045  | 7 202  | 7 618  | 8 163  | 9 791   | 11 246  |
| Dont licenciés paratriathlon, |       |        |        |        |        |        |        |        | 49     | 57     | 75     | 112    | 94      | 98      |

### Projets et programmes fédéraux
En 2013, la fédération organise son développement futur autour d'un ensemble de programmes pilotés par des commissions spécifiques, ces plans s'inscrivant dans le renforcement de la pratique mixte de ce sport et dans la lutte contre les stéréotypes. Les programmes principaux sont :
- le « Triathlon pour tous », qui vise à accompagner les ligues dans le développement des pratiques jeunes, de mise en place dans les clubs d'écoles de formation et d'un label qualité pour celles-ci[n 5], d'animations sportives et de découverte du triathlon et de ses dérivés au travers de « Class triathlon » ou de rencontres régionales[27] ;
- un programme spécifique qui vise également à inciter les femmes à prendre des responsabilités au sein des instances sportives locales ou nationales, pour inciter de nouvelles venues à la pratique des sports enchainés. Un plan de féminisation est proposé aux clubs à cet effet, ainsi qu'un label « Triathlon féminin » destiné aux organisateurs de compétitions pour accueillir un plus grand nombre de triathlètes féminines[28] ;
- la mise en place d'un programme d'accessibilité afin de permettre à des paratriathlètes d’accéder à un plus grand nombre de compétitions avec objectif d’élaborer un label « manifestation accessible »[29] ;
- la structuration et le développement du label « Triathlon durable » qui vise à la promotion « d'éco-manifestation » sportive et à la mise en place des actions de l'Agenda 21 fédéral[30].

### Haut niveau

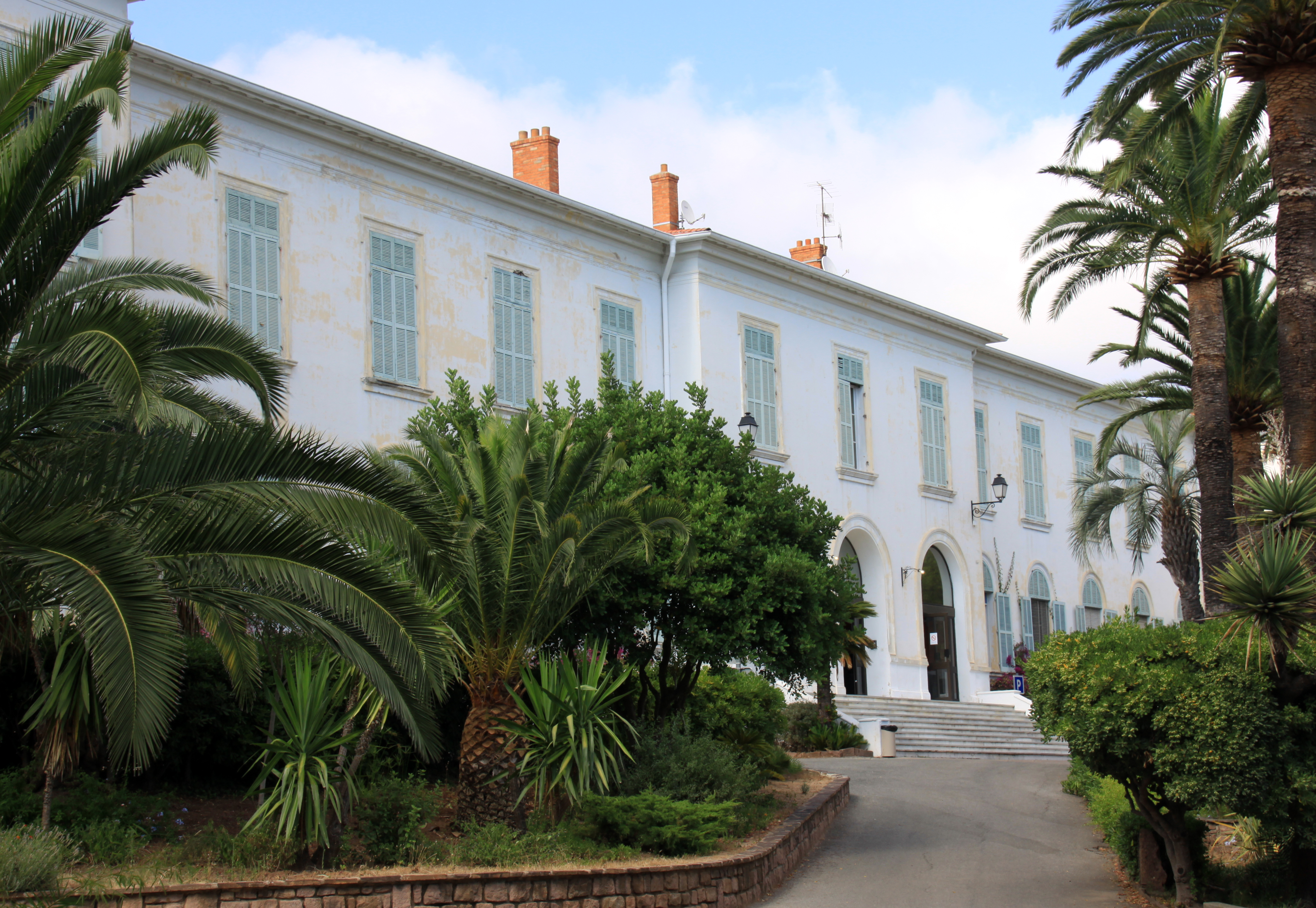
CREPS PACA à Boulouris.

Le triathlon fait son entrée au programme des Jeux olympiques d'été de 2000 à Sydney et le paratriathlon en 2016 au programme des Jeux paralympiques de Rio. L'obtention d'une médaille au moins lors des jeux d'été 2016 à Rio de Janeiro est un des objectifs majeurs de la fédération à la suite des 4e et 5e places de David Hauss et Laurent Vidal à Londres 2012. C'est dans ce but qu'elle met en œuvre des parcours d'excellence sportive ainsi que de modalités de sélection en équipe de France, qui visent à offrir des conditions de progressions optimales ainsi qu'un système ouvert et performant de détection et de renouvellement des élites du triathlon français. L'environnement des triathlètes professionnels est accompagné du début à la fin de carrière au travers d'une convention et d'un programme d'aide et de reconversion post période compétitive.

### Championnats
Depuis la création du CONADET et sa mutation en fédération en 1989, les instances nationales n'ont cessé d'ajouter et d'organiser un ensemble de rencontres sportives qui décernent les titres de champion de France dans le triathlon et l'ensemble de ses dérivés, tel le duathlon, l'aquathlon, le bike & run ou encore le paratriathlon. En 2015, le calendrier fédéral propose les compétitions et octroie les titres principaux suivants :
- Championnats de France de triathlon courte distance
- Championnats de France de triathlon longue distance
- Championnats de France de triathlon en relais mixte
- Championnats de France de triathlon cross
- Championnats de France de paratriathlon
- Grand Prix de triathlon[n 6]
- Grand Prix de duathlon[n 6]
- Coupe de France des clubs de triathlon et de duathlon
- Championnats de France de duathlon courte distance
- Championnats de France de duathlon longue distance
- Championnats de France d'aquathlon
- Championnats de France des clubs de 2e et 3e division[n 7]
- Championnats de France de Run and bike[n 8]
- Championnats de France des raids[n 8]